# Brighton (Contea di Kenosha, Wisconsin)
Brighton è un comune degli Stati Uniti, situato in Wisconsin, nella Contea di Kenosha.